# 로마사 논고

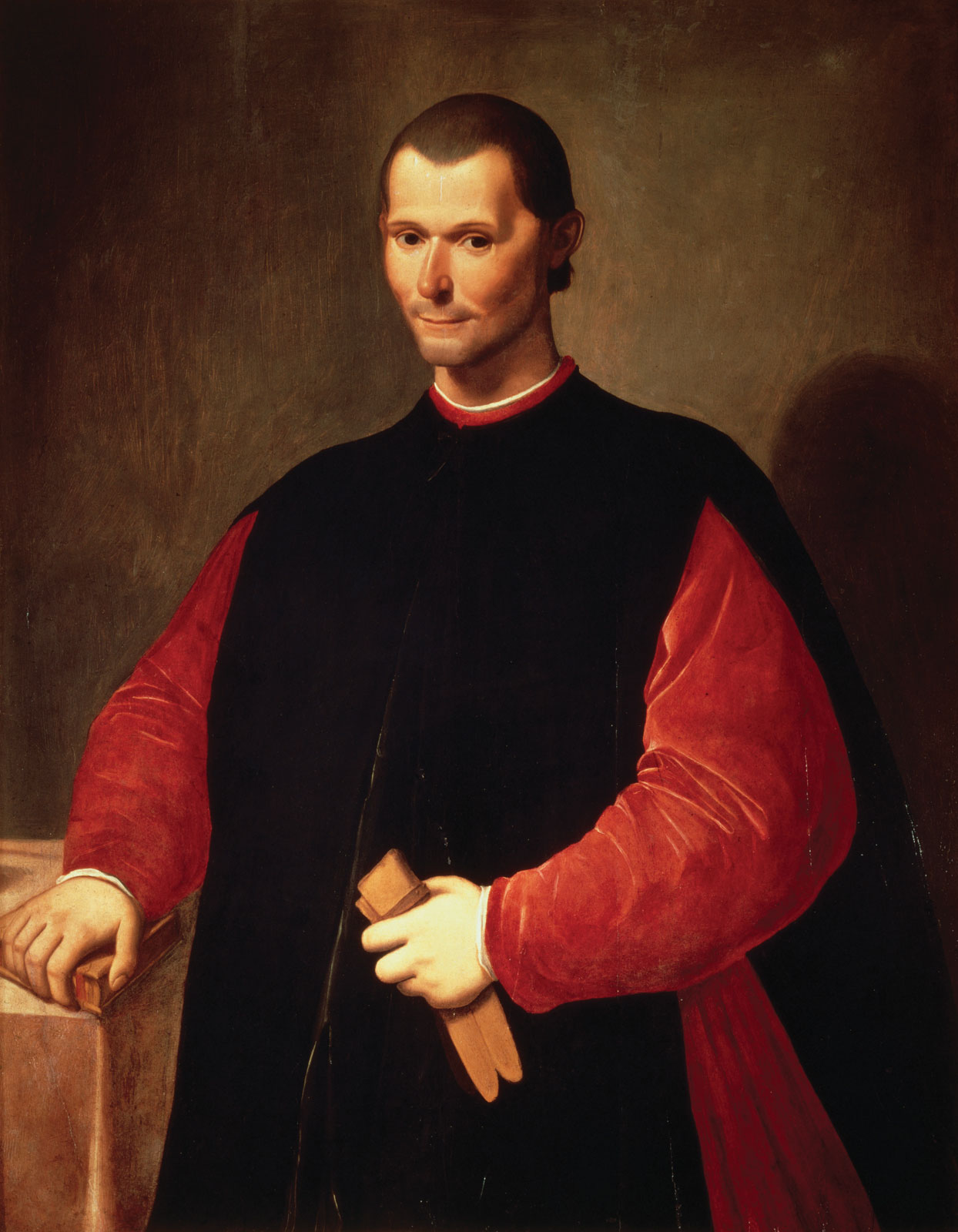

로마사 논고(Discourses on Livy, 이탈리아어: Discorsi sopra la prima deca di Tito Livio, Discourses on the First Ten Books of Titus Livy)는 16세기 이탈리아의 정치사상가 마키아벨리가 정치역사에 대해 집필한 저서로,
원제는 《티투스 리비우스의 처음 10권에 대한 논고(論考, 원제: Dicorsi sopra la prima deca di Tito Livio)》인데 이를 줄여서 '로마사 논고'라고 부르고 있다.
마키아벨리는 1513년부터 이 책을 집필하기 시작했는데, 그 과정에서 《군주론》을 발표하면서 1517년에 모두 완성시켰다. 이 저작은 고대 로마의 역사가 티투스 리비우스가 지은 《로마 건국사》(총 140권) 가운데 15세기에 발견된 제1권부터 제10권까지 수록된 공화정 시대 로마의 사례를 참조하면서 3권에 걸쳐 공화정에 대한 논의를 전개하였다. 그는 이 책에서 전통적인 아리스토텔레스의 정체구분법에 따라 정치체제를 크게 군주정, 귀족정, 민중정, 참주정, 과두정(寡頭政), 중우정(衆愚政)의 여섯 가지로 나누고, 각각의 정치체제가 타락할 가능성이 있다고 지적한다. 그리고 그들 각 정치체제의 특징을 겸비한 체제가 가장 최적이라고 주장했다. 고대 로마의 공화정을 그 모범사례로서 삼아, 역사의 흐름 속에서 구체적으로 어떠한 정치체제가 바람직한 것인지를 고찰하고, 공화정이 어떻게 운영되고 있었는지를 보여주며 현실주의 정치사상을 전개하고 있다. 《군주론》에 가려 주목받지 못한 저작이지만 근대 공화국 형성에 있어 가장 중요한 저서로 인정받고 있으며 몽테스키외에 의한 또한 민중적 정신에 비롯한 국가적 시스템에 반하는 법의 정신과 흡사하다.

## 참고 문헌
- 이상영, 이재승 공저, 법사상사, 한국방송통신대학교출판부, 2005.